# Adapsilia tigrina
Adapsilia tigrina är en tvåvingeart som beskrevs av Kim och Han 2000. Adapsilia tigrina ingår i släktet Adapsilia och familjen Pyrgotidae. Inga underarter finns listade i Catalogue of Life.